# الدعارة في كوريا الجنوبية

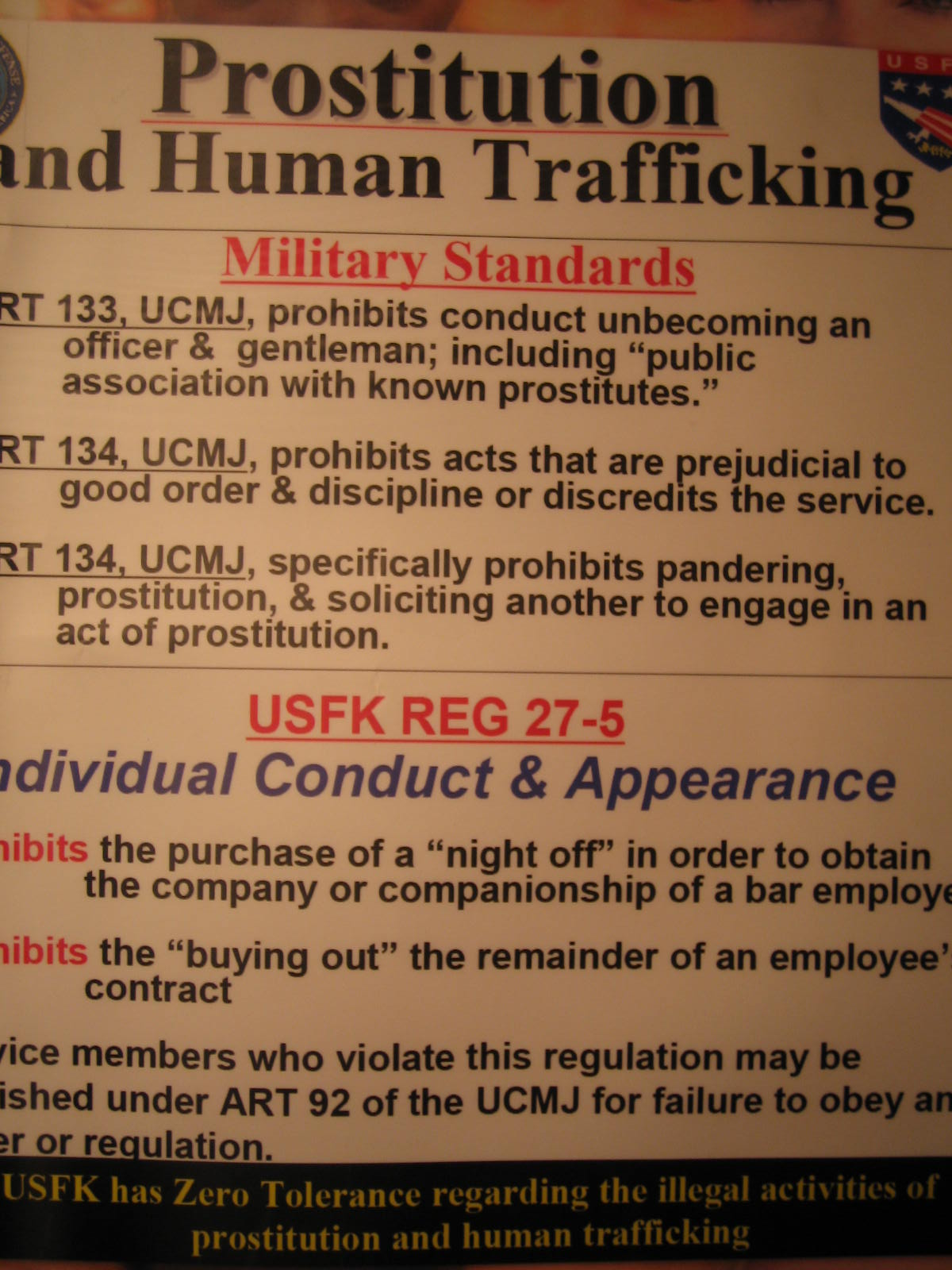
الدعارة و بيع البشر

الدعارة في كوريا الجنوبية غير قانوني،  ولكن وفقا لمعهد التنمية وكوريا المرأة، وقدرت تجارة الجنس في كوريا إلى مبلغ 14 تريليون ون كوريا الجنوبية ( 13 مليار دولار أمريكي) في عام 2007، ما يقرب من 1.6٪ من إجمالي الناتج المحلي المنتج للبلاد .   وفقًا لمسح أجراه قسم جراحة المسالك البولية في كلية الطب بجامعة كوريا في عام 2015 ، فإن 23.1٪ من الذكور و 2.6٪ من الإناث ، الذين تتراوح أعمارهم بين 18 و 69 عامًا ، مارسوا تجربة جنسية مع عاهرة . 
تضمنت تجارة الجنس حوالي 94 مليون صفقة في عام 2007 ، بانخفاض عن 170 مليون في عام 2002. وانخفض عدد البغايا بنسبة 18٪ إلى 269 ألف خلال نفس الفترة. كان حجم الأموال المتداولة في الدعارة أكثر من 14 تريليون وون كوري جنوبي، أي أقل بكثير من 24 تريليون وون في عام 2002.  على الرغم من العقوبات القانونية وقمع الشرطة ، تستمر الدعارة في الازدهار في كوريا الجنوبية ، بينما يواصل العاملون في مجال الجنس مقاومة أنشطة الدولة ضدهم بنشاط. 

## روابط خارجية
- Lankov, Andrei (26 Jun 2008). "The Dawn of Modern Korea: Buying and Selling of Sex". The Korea Times (بالإنجليزية). Archived from the original on 2020-12-05. Retrieved 2019-02-24.
- "Thousands of Women Forced Into Sexual Slavery For US Servicemen in South Korea". Feminist Daily News Wire. 9 سبتمبر 2002. مؤرشف من الأصل في 2017-10-12. اطلع عليه بتاريخ 2007-07-11.
- William H. McMichael (12 أغسطس 2002). "Sex slaves". Navy Times. اطلع عليه بتاريخ 2007-07-11.
- مركز موارد مراقبة العمل بالجنس في كوريا الجنوبية آسيا 1999
- الختم تشن. في طريقه من أجل الحب . مطبعة جامعة بنسلفانيا 2010
- تيموثي سي ليم وكرم يو (2006). "ديناميات الاتجار والتهريب والبغاء: تحليل للمرأة الكورية في صناعة الجنس التجاري في الولايات المتحدة
- Cheng S. "تعليق على Hughes و Chon و Ellerman" (نساء الراحة في العصر الحديث: الجيش الأمريكي والجريمة عبر الوطنية والاتجار بالنساء) العنف ضد المرأة 14 (3) 2008 359-63]
- David Scofield (26 مايو 2004). "Sex and denial in South Korea". Asia Times Online. مؤرشف من الأصل في 2004-06-04. اطلع عليه بتاريخ 2007-07-11.
- Sealing Cheng (22 ديسمبر 2004). "Korean sex trade 'victims' strike for rights". Asia Times Online. مؤرشف من الأصل في 2004-12-25. اطلع عليه بتاريخ 2007-07-11.
- Donald MacIntyre (5 أغسطس 2002). "Base Instincts". Time. مؤرشف من الأصل في 2004-01-13. اطلع عليه بتاريخ 2007-07-11.
- Cheng S. "Changing Lives، Changing Selves: 'Trafficked' Filipina Entertainers in Korea" ، الأنثروبولوجيا في العمل 2002. المجلد 9 (1): 13-20.
- Casey Lartigue, Jr. (30 يونيو 2011). "Yes: Prohibition is worse than the 'crime'". Center for Free Enterprise. مؤرشف من الأصل في 2011-11-04.